# Lycoris (empresa)
Proyecto conocido previamente como Redmond Linux Corp, iniciado en el año 2000 con la visión de hacer software libre que brindara facilidad de uso para los usuarios de computadoras.

## Historia
Redmond Linux fue una empresa fundada por Joseph Cheek, empresario que había trabajado previamente para Microsoft y Linuxcare.
A finales de 2001, esta empresa se fusionó con la empresa DeepLinux; el resultado de la fusión se denominó Redmond Linux Corporation. El primer producto que la compañía lanzó fue Redmond Linux personal, un sistema operativo Linux orientado a escritorios fácil de utilizar. 
En enero de 2002, la denominación de la empresa cambió a Lycoris y sus activos fueron adquiridos por Mandriva el 15 de junio de 2005. Personal de ambas empresas creó un producto que es una combinación de Mandriva y de Lycoris Desktop/LX y que actualmente se denomina Discovery.
Después de la compra por parte de Mandriva, la sede de la compañía se encuentra ubicada en la ciudad de San Diego, California, Estados Unidos.
- Datos: Q939969